# 聴牌
聴牌（テンパイ）は、麻雀において、和了（アガリ）に必要な牌が残り1枚となった状態のこと。また、この状態になることをテンパる、あるいは張るという。転じて興奮する、浮き足立つ、パニックを起こすといった意味に使われることもある。

## 概要
麻雀では原則として14枚の牌を用いて和了形を完成させ、かつ任意の役を成立させることで和了となる。
和了形とは、特定の原則3枚の牌の組み合わせ（面子）を4組と、同一牌2枚の組合わせ（雀頭）をそろえた形である（七対子と国士無双は例外）。
プレイヤーの手牌は通常13枚であり、自摸をすると一時的に14枚となり、直後に1枚捨てて再び13枚に戻ることを繰り返す。手牌が13枚であり、有効な牌を1枚加えて和了形となる状態を聴牌という。逆にいえば、聴牌とは、和了形の14枚から任意の1枚を除いた13枚を持っている状態といえる。
聴牌時において和了するために必要な牌（最後に必要となるあと1枚の牌）を和了牌、もしくは待ち牌といい、牌Aが待ち牌である状態を「A待ち」という。なお、和了牌が1種類であるとは限らない。後述するように、10種類以上の牌によって和了することが可能なケースもある。
聴牌したとき門前なら、すなわちチーもポンも明カンもしていない状態ならば、立直をかけることができる。聴牌していることを宣言してしまうかわりに、点数を上積みできる可能性がある。もちろん、門前で聴牌しても立直をかける義務はない。
通常、聴牌といえば上に定義したとおり、13枚の状態をさす。しかし広義には、それに余剰牌1枚を加えた14枚を持っている状態、つまり打牌する直前の状態も「聴牌」に含まれる。
なお、槓子が含まれる場合、手牌の総数は15枚以上となるが、槓子は4枚を1つの面子として扱う特殊な形であり、「4面子1雀頭」と言う形式は変わらないため、便宜上、本項では原則として槓子を含まない和了形を前提にする。同じ面子でも、槓子は純手牌ではなく、既に晒している牌であるため、待ちの形として順子や刻子を待つことや、自分の槓子によって本来の待ち牌の一部が潰れるあるいは空聴になることはあっても、待ちの形として槓子を待つことはありえない。

## 聴牌と関連する用語とルール

### ○面待ち・○面張
複数の和了牌が○種類ほど存在する聴牌に対して、「○面待ち」もしくは「○面張」と表現する。
中国語においては「○門張」と表現され、日本国内の麻雀の書籍などでも古い言い方を採用している場合は「○門待ち」もしくは「○門張」と表現される場合がある。しかし日本語においては事実上「○面待ち」もしくは「○面張」という表現が普及している。
特に順子（シュンツ）の端が足りない2連続の中張牌で構成された搭子の場合は両端の数牌が和了牌に該当し、「両面 / 両門（リャンメン）」待ちと表現される。

### 一向聴
聴牌するまでに有効な牌があと何枚必要かを向聴（シャンテン）という単位で数える。あと1枚で聴牌になるなら一向聴（イーシャンテン）、あと2枚なら二向聴（リャンシャンテン）といった具合である。聴牌までの早さという観点から手の良し悪しを測るための簡便な単位である。
テンパイの形に多くのパターンがあるように、一向聴の形にも数種類のパターンがある。その分類や具体的な牌姿例などは、一向聴のページを参照。

### ノーテン罰符
局の最後まで誰もアガらずに終わった場合、聴牌していたかどうかによって点数のやりとりが行われる。これをノーテン罰符という。漢字で不聴罰符と書き、「ノーテンばっぷ」と読ませる表記になっていることもある。聴牌していた人数とノーテンだった人数によって受け渡しされる点数は変動するが、総額で3000点やりとりされる。
- 1人がテンパイ、3人がノーテンの場合：各ノーテン者が1000点をテンパイ者に支払う
- 2人がテンパイ、2人がノーテンの場合：各ノーテン者が1500点をテンパイ者に支払う
- 3人がテンパイ、1人がノーテンの場合：ノーテン者が1000点ずつ各テンパイ者に支払う
- 全員がテンパイ、または全員がノーテンの場合：点棒の受け渡しは発生しない

## 聴牌の種類
聴牌にはアガリに結びつく状態としての聴牌と、前述の#ノーテン罰符の判定における聴牌扱いとの2種類がある。

### アガリに結びつく聴牌

#### 闇聴 (黙聴)
門前で聴牌し、立直をかけないことを闇聴 (ヤミテン) もしくは黙聴 (ダマテン) という。
(例) リーチをかける必要がないケース/東1局の東家
   ドラ表示牌 
タンピン三色ドラドラ赤赤で計8飜、親の倍満24000点が確定しており、他家に警戒されるリスクを冒してまでリーチを掛ける必要がない。したがってダマテンを選択している。場は東1局で、24000点を出あがりすれば相手はいきなり残り1000点になる。開局早々のチャンス手を確実にモノにしたければ、和了率が低下するリーチは控えてダマテンに構え、手堅く和了を狙うほうが戦略として優れている。
(例) 点棒状況を理由とするダマテン/南4局10巡目の西家
| (南4局)      | 東家 31000点       |              |
| 南家 13500点 |                    | 北家 27500点 |
|              | 西家(自分) 28000点 |              |

   ドラ表示牌 
タンピンドラ1の三面張で、普通の状況ではリーチをかけて満貫にする牌姿である。しかし局はオーラスでトップとの差は3000点、この状況では満貫や跳満は必要なく、ダマテンの3900点で逆転できる。したがって必要のないリーチは控えて和了率の高いダマテンを選択している。また、3着とは500点差であり、この状況でリーチ棒を出すと一時的にではあるが3着に落ちてしまい、そのまま流局して北家がテンパイしていた場合に3着で終わってしまうリスクが生じる。

#### 片和了
片和了 (かたあがり) とは、待ち牌が2種類またはそれ以上あるが、そのうちの一部（1種類もしくはそれ以上）の牌について、偶発役でもつかない限りは縛り役の条件を満たせないため和了ることのできないようなテンパイのことである。
(例) 役牌の片和了
   
發ならば和了できるが、二萬では役がないため和了できない。
(例) タンヤオの片和了
   
六筒ならば和了れるが、九筒では和了れない。
(例) 多面張の片和了（三色同順）
   
単純な片和了のほか、このような多面張の片和了もある。この場合、待ちはの4種（本来は五面張となる形だが、が辺張なので四面張）。このうちではの順子が成立し、三色同順で和了れるが、ではの順子が成立しなくなってしまい役が付かない。
このほか片和了がありうる役としては、チャンタ・純チャン・一気通貫・三色同刻が該当する。
また片和了に似た事例としては、門前役の平和・一盃口や、門前役でなくても上に述べたような役を門前で聴牌している場合で、その役になる待ちとならない待ちがあり、その役にならない待ちの方ではツモだと門前清自摸和で和了れるが、ロンでは立直をかけているか偶発役でしか和了れないという例がある。
(例) 待ちの一部のみで平和が成立する例

萬子の4枚による三面待ち（一萬・三萬・四萬待ち）だが、平和が付くのは一萬・四萬のみである。一萬・四萬でのロン和了はそれ単独でも可能だが、三萬でのロン和了には立直をかけるか偶発役が必要。
なお、役が付かない待ち牌の見逃しでも、和了り牌の見逃しとして同巡内フリテンのルールが適用される。

#### ツモ専
ツモ専とは、ツモアガリであれば役があるが、ロンアガリでは役のない門前清自摸和や三暗刻のみの聴牌のことである。まれに振聴の時の事を指す場合もある。
(例) 副露したツモ専
   
ツモれば三暗刻。しかしそれ以外の役が無いため、当たり牌が切られても出あがりはできない。

#### 振聴
振聴 (振り聴、フリテン) とは自分の和了牌を自分で河に捨てている (振っている) 状態のこと。次の3つのうち1つでも該当すればフリテンになる。通常のルールでは、フリテンになった場合、ツモ和了はできるが、ロン和了はできなくなる。
1. 自分の和了牌を自分で切ってしまっている場合。
2. ダマテン状態で他家の捨牌をロンせず見逃し、自分のツモ番がまだ来ていない状態。これを同巡内フリテンと言う。
3. リーチ後、他家の捨てた和了牌をロンせずに見逃した場合。見逃した後はフリテンとして扱われる。これをリーチ後のフリテンと言う。

現在広く遊ばれているアリアリ麻雀では、前述の通り「フリテン状態のロン和了は不可、ただしツモ和了は可」という制約が一般的である。ただし、時代や地域によってフリテンの制約には定義揺れがあり、初手合わせの相手と卓を囲む場合などは、他の細目なども含め事前に確認しておくのが望ましい。
詳細は「振聴および振聴#フリテンの定義揺れ」を参照

### ノーテン罰符に関係する聴牌

#### 形式聴牌
形式聴牌（けいしきてんぱい）とは、役のない聴牌のこと。しばしば形聴（けいテン）と略される。一般的なルールでは、門前清自摸和、嶺上開花、搶槓、海底などの偶然役では和了れる。
（例）門前でないため立直もできない
現在一般的なルールでは、流局時の形式聴牌を認めることが多い。そのため、不聴罰符の支払い回避、または親の連荘を狙って、流局間際に形式聴牌にする戦術がとられる。形式聴牌を認めないルールで流局の場合は、形式聴牌者は不聴罰符を支払い、親が形式聴牌であれば親流れとなる。

#### 空聴
空聴（カラテン）とは、形としては聴牌しているものの、捨牌や副露、ドラ表示牌などで和了牌が全て見えており、和了の望みがない状態のことである。純カラ聴牌、純カラ (じゅんカラ) とも呼ばれる (純カラは「純粋に空っぽ」の略) 。以下に挙げるように複数の場合が考えられる。ノーテン罰符のやり取りにおいて聴牌と扱われるか否かは取り決めによる。
(例) アガリ牌をすべて自分で使ってしまっている場合
自分のカンによってあがり牌が消滅している。
形としてはノベタンの待ちだが、アガリ牌を自分の手牌ですべて使い切っている。リーチをしていなければのどちらかを暗槓し嶺上牌の単騎待ちとしてあがることは一応可能（あがり役は中が確定、中を鳴いていなければ三暗刻、待ち牌が萬子か字牌なら混一色が複合）だが、気づかずにこの形でリーチをしてしまえばあがれなくなる。

(例) アガリ牌が場に4枚出切っている場合
他家の副露：   
ドラ表示牌：
自分の手牌：
アガリ牌である三萬が場に出切っており1枚もない。

## 待ちの形式
待ちは、待っている牌が面子のどの部分に当たるかによって分類される。得点計算の際の符にも関わってくる。

### 四面子一雀頭
四面子一雀頭形では、待ちは必ず以下の両面、嵌張、辺張、シャンポン、単騎のいずれかになる。
このうち両面、嵌張、辺張の3つは順子を待つ形であり、対々和形式をとる役ではこれらの待ちをとることはできない。逆にシャンポンは刻子を待つ形であり、二盃口のように4順子1雀頭と見なす必要のある役はシャンポン待ちで成立させることはできない。これらに対し、単騎は雀頭を待つ形となる。なお原理上、シャンポンと単騎（国士無双を除く）は搶槓で和了することができない。

#### 両面待ち
両面待ち（リャンメンまち）、または両面張（リャンメンチャン）とは、聴牌時において3つの面子と雀頭が完成しており、最後に両面搭子が残された状態をいう。
（例）     待ち牌は
待ち牌の枚数は最大2種類8枚。順子を待つ形であるため、両面待ちがありうる待ち牌は数牌となるが、一般に両面待ちの待ち牌となる2種類の数牌はその数の差が3となる。2種類の数牌の数の組み合わせとしては1-4・2-5・3-6・4-7・5-8・6-9の6種類がありうる。
簡単に作ることのできる複数待ちで、最大8枚の牌を待てることから、待ち牌の数の面では5種の中で最も良い待ち方である。両面待ちを和了しても符点はつかない。平和については両門待ちで和了することが役の成立要件の一つである。

#### 嵌張待ち
嵌張待ち（カンチャンまち）とは、聴牌時において3つの面子と雀頭が完成しており、最後に嵌搭子が残された状態をいう。嵌張待ちで和了すると符点2点が付く。
（例）     待ち牌は
待ち牌の枚数は最大で1種類4枚。嵌張待ちとしてありうる待ち牌は中張牌となる。両面待ちに比べると不利な形であるが、この例の場合なら三索もしくは七索を引くことで両面待ちに変化する。
また、嵌張待ちは戦略的に引っかけ立直を狙いやすい。たとえば から五筒を切ってリーチした場合、両面待ちを想定した相手は二筒を安全牌だと思い込む場合がある。立直を受けた相手の心理としてはより安全な牌を選ぶ傾向が強く、筋は安全という心理を逆に衝いた戦略である。引っかけリーチについては立直のページも参照のこと。

#### 辺張待ち
辺張待ち（ペンチャンまち）とは、聴牌時において3つの面子と雀頭が完成しており、最後に辺搭子が残された状態をいう。辺張待ちで和了すると符点2点が付く。
（例）     待ち牌は
待ち牌の枚数は最大で1種類4枚。辺張待ちとしてありうる待ち牌は3と7の数牌である。嵌張と異なり一手で両面への変化ができないため、嵌張よりさらに不利な形である。12の辺搭子なら4、89の辺搭子なら6を自摸すれば嵌張に変化させることが出来るが、そこから両面に変化させるにはもう一手必要である。なお順子形になる場合でも断么九や緑一色のように一九牌を持たない役では辺張待ちが存在しない。
三色同順や一気通貫などの役に絡む順子を待つ場合、両面待ちではこれらの役が確定しないのに対し、純粋な嵌張待ちや辺張待ちの場合は待ち牌が1種類しかないのでこれらの役が確定することになる。その場合は振聴や安目上がりの心配がないことと、両面待ちと違い相手が待ち牌を読みにくいため立直を掛けやすい。

#### 双碰待ち
双碰待ち（シャンポンまち）とは、聴牌時において3つの面子が完成しており、その他に対子が2つある状態を指す。シャボあるいはバッタと呼ばれることもある。
（例）     待ち牌はと
待ち牌の枚数は最大で2種類4枚。両面と同じく2種待ちだが、枚数は嵌張・辺張と同じであるため、両面ほど有利な形ではない。ただし、同じ4枚待ちの嵌張・辺張が1種待ちであるのに対し、シャンポンは2種待ちであるため、その分嵌張・辺張よりは有利である。また、関連性のない2種類を待ち牌にできるという、他のどの待ち方にもない独自のメリットもある。刻子を待つ形であるため、シャンポン待ちでは字牌も含めて全ての種類の牌が待ち牌となりうる。
なお、シャンポンには待ちによる符がつかないが、和了すれば必ず刻子が完成するため、その分の符点は入る。
シャンポン待ちを和了すると、2つの対子のうち一方は雀頭、もう一方は刻子となる。刻子はツモ和了の場合には暗刻子となり、ロン和了の場合には明刻子になる。三暗刻および四暗刻はツモかロンかで成否が変わることがあるので注意が必要である。具体的には、シャンポン待ちの四暗刻聴牌はツモのみ四暗刻が成立する（ロンでは三暗刻対々和）のでツモり四暗刻といい、暗刻でない面子を1つ含むシャンポン待ちの三暗刻聴牌も同様である。

#### 単騎待ち
単騎待ち（タンキまち）とは、聴牌時に4面子が完成しており、雀頭のうち1枚を欠いている状態である。単騎待ちで和了ると2符がつく。
（例）     待ち牌は
待ち牌の枚数は最大で1種類3枚で、5種の中では最も少ない。ただし、待ち牌を切り替えやすいうえ、その際にフリテンとなるリスクも少ない。また、ツモ牌によっては、既成の面子との組み合わせによって二面待ちないし多面張にもなる。シャンポン待ちと同じく、待ち牌の牌種を問わない。
単騎待ちに関連する役としては、四暗刻単騎と四槓子がある。前者は、ツモ・ロン問わず四暗刻が成立し、ルールによってはダブル役満となる。後者の聴牌は4面子を全て晒すため、必ず単騎待ち（裸単騎）となる。

##### 裸単騎
4副露して手牌が1枚の状態を裸単騎と呼ぶ。裸単騎の状態では安全牌を最大で1枚しか確保できないため、オリるのが困難である。
（例）            
この状態で待ちの聴牌を被せられた時、運良く七萬を引けば良いが、四萬を掴んだ場合は放銃が確定する。
雀荘などでは、メンバーの裸単騎を禁ずる場合もある（みっともないからという理由）。

##### 地獄単騎
単騎待ちにて、待ち牌が捨牌や他家の副露、ドラ表示牌などで2枚見えていて、有効な和了牌が1枚しか残っていない状態を、俗に地獄単騎という。地獄単騎は主に字牌で行われる。これは字牌が順子を構成せず、また2枚が捨てられているために、使用するのが難しい状態であることを利用している。

### 四面子一雀頭に当てはまらない特殊形
例外的なあがり方である七対子および国士無双の場合、七対子の方は必ず単騎待ちになるが、国士無双は上記のいずれにも当てはまらない特殊形になる。

#### 七対子の単騎待ち
七対子を聴牌した場合は、必然的に単騎待ちとなる。ただし七対子は符が固定（25符、ローカルルールでは50符）のため、単騎待ちの2符はカウントされない。
（例）       待ち牌は

#### 国士無双一面待ち
国士無双一面待ちとは、国士無双の聴牌形において、雀頭は確定済みで、么九牌の1枚が欠けている状態を指す。単騎待ちは1種3枚待ちなのに対して、国士無双一面待ちは1種4枚待ちとなる。この待ち方を国士単騎と呼ぶ事もあるが、本来の単騎待ちは単独牌を対子にする形なのに対し、国士単騎は手牌に含まれていない牌で和了する形なので、同じ「単騎」と呼ばれる待ちでも本来の単騎待ちとは性質の異なるものである。本来の単騎待ちは七対子を含めて原理上搶槓は不可能なのに対し、「国士単騎」は搶槓が可能という珍しい（唯一の）単騎待ちである。国士無双・○○待ち（○○には「發」・「一索」など、足りない1牌の名前が入る）とも呼ぶ。
（例） 待ち牌は

#### 国士無双十三面待ち
国士無双十三面待ちとは、国士無双の聴牌形において、手牌に13種13枚の么九牌が1枚ずつ揃っており、雀頭が確定していない状態を指す。雀頭を待つので形式的に単騎待ちと見て十三面単騎と呼ばれることもある。この場合、最大で13種類39枚もの牌を待てる、最高の待ちの形である。ただし、ここに至るまでに1枚でも么九牌を捨てているとフリテンとなってしまうため、完成すればあがり易いものの、完成させるまでが非常に困難である。そのため、フリテンでない純粋な十三面待ちの国士無双は、ルールによってはダブル役満とされることもある。
（例） 待ちはすべての么九牌。

## 待ちの種類
聴牌時において待ち牌がm種類存在することを「m面待ち」あるいは「m面張（メンチャン）」と言う。四面子一雀頭、すなわち4つの完成面子と1つの対子によって成立する役を聴牌している場合には、聴牌時において手牌に含まれる未完成面子の形によって待ち牌が何種類あるか決定される。
待ち牌が3種類以上ある場合を多面待ち、または多面張（タメンチャン）という。多面待ちの中には、一見しただけでは待ちの判別が難しいものが多数ある。そのようなものについては、ある程度の訓練が必要である。また、四面張以上の複雑な形の場合は、パターンを丸暗記してしまったほうが早いこともある。頻出する多面張形はそれほど多くはない。
以下、待ち牌の種類の数について詳述する。なお、は完成面子、は雀頭を意味する。いずれも待ち牌には影響しない牌によって構成されている（または完成面子の場合は副露面子・暗槓のように公開されて完全に独立している）ものとする。

### 一面待ち
基本的な形式は上記の嵌張待ち、辺張待ち、単騎待ち、及び国士無双の一面待ちであるが、この他にも四枚使いによって本来の待ちが潰れて一面だけの待ちになることもある。
シャンポンの一面待ち
シャンポン待ちは二面張とは限らない。以下のように一方の待ち牌を既に自分で4枚使用している場合はシャンポンの一面待ちとなる。この場合もシャンポン待ちに変わりはないので、待ちによる符は得られない。この場合、待ち牌の枚数は最大で1種類2枚。
（例）  
この場合、待ち牌はのみ。は既に4枚使われ待ちになっていない。
両面の一面待ち
両面待ちにも一面待ちとなるケースがある。やはり形式は両面なので待ちによる符は得られない。この場合、待ち牌の枚数は最大で1種類4枚。
（例） 
この場合、待ち牌はのみ。は既に4枚使われ待ちになっていない。
ノベタンの変則形
後述するノベタンの端にある数牌のうちいずれがさらに刻子を形成している場合、その数牌を4枚使用しているため、結局ただの単騎待ちと同じ一面待ちになる。この場合、待ち牌の枚数は最大で1種類3枚（すでに自分で1枚使用しているため）。
（例）  
この場合、待ち牌は

### 二面待ち
基本的な形式は上記の両面待ち、双碰待ちがあるが、基本的な待ちの形式の派生形として次のようなものがある。

#### ノベタン
単騎待ちの変則形で、連続する数牌が1枚ずつ4枚並んだ形。端にある2種類の数牌が待ち牌となる。待ち牌の枚数は最大で2種類6枚（端の数牌を自ら1枚ずつ使用しているため）。両面待ちと同じように、筋を待つが同時に単騎待ちなので、「両面単騎」とも言われることがある。
（例）   
この場合、待ち牌は

#### 亜両面
両面待ちの片方が雀頭にも取れるような形。待ち牌の枚数は最大で2種類6枚。
（例）   
この場合、待ち牌は。両面待ちの一種だが、は単騎待ちとも扱うことができる（平和が成立する場合は両面待ちと扱い、それ以外の場合は単騎待ちと扱って2符を付ける）。このような形を特に亜両面（ありゃんめん）と言う。

#### 変則二面待ち
数牌nの暗刻子と、数牌n±2との複合
嵌張待ちとも単騎待ちともとれるため、待ち牌は2種類になる。待ち牌の枚数は最大で2種類7枚（数牌n±2を自ら1枚使用しているため）。
（例1）   
この場合、待ち牌はと
（例2）   
この場合、待ち牌はと
数牌nの暗刻子、n±1,n±2,n±3の順子とn±5の複合
嵌張待ちとも単騎待ちともとれるため、待ち牌は2種類になる。待ち牌の枚数は最大で2種類7枚（数牌n±5を自ら1枚使用しているため）。
（例1）  
この場合、待ち牌はと
（例2）  
この場合、待ち牌はと

### 三面待ち
三面待ちには、1-4-7、2-5-8、3-6-9など単一の筋を待つ三面張（狭義の三面待ち）と、1-4-3、2-5-4など複数の筋を待つ変則三面張の2種類がある。狭義の三面張以外の三面張を変則三面張とするもので、頻出する変則三面張には特に名称がつけられている場合もある。

#### 狭義の三面待ち
両面搭子と順子とがm,m+1,m+2,m+3,m+4という形で複合する場合である。これを三面待ちと呼び、他の変則三面待ちと区別する場合もある（狭義の三面待ち）。ピアノ待ちと呼ばれることもある。わずか5枚の牌によって最大で3種類11枚もの待ち牌を持つことが可能であり、良い待ちのひとつとされる。
（例）   
この場合、待ち牌は

#### 4枚の牌によって成立する三面待ち
数牌nの暗刻子に、数牌n±1が1枚くっついている形である。最も少ない枚数の牌によって構成される三面待ちでもある。nを刻子とみることも雀頭とみることもできるため、三面待ちとなる。待ち牌の枚数は最大で3種類11枚。異なる筋の牌が待ち牌に含まれるため、狭義の三面待ちよりも良い待ちであるとされる場合もある。
（例）   
この場合、待ち牌は 

#### 7枚の牌によって成立する三面待ち

##### ノベタンと順子の複合
順子にノベタンが複合している三面待ちには以下の2種類がある。
（例）  
待ち牌は
ノベタンと順子との複合により、数牌がm,m+1,m+2,m+3,m+4,m+5,m+6という配列をなす場合である。2つの順子の取り出し方によって、3つの単騎待ちが成立する。待ち牌の枚数は最大で3種類9枚。三面ノベタンとも呼ばれる。
（例）  
待ち牌は
この場合は、ノベタンと順子に重なりがある。ノベタンとみることも両面待ちとみることもでき、三面待ちとなる。待ち牌の枚数は上のもう1つのパターンと同じく最大で3種類9枚である。上の例では、一萬は両面待ち、四萬は両面および単騎待ち、七萬は単騎待ちとなる。

##### ノベタンと暗刻の複合
ノベタンと暗刻で間が1つ開いている形。
（例）  
待ちは  の三面張。間の開いていない連続な形の場合は五面張になる。

##### エントツ形
順子の端の牌が計3枚あり、うち2枚がシャンポンの一方を構成する場合である。シャンポン待ちとみることも、両面待ちとみることもできる。待ち牌の枚数は最大で3種類7枚。この形は頻繁に見られるため、他の変則三面張と区別して煙突待ちあるいはエントツ形と名前が付いている。
（例）  
この場合、待ち牌は 

##### 暗刻の複合によって単騎待ちも成立する両面待ち
7枚の数牌がn,n,n,n±1,n±2,n±2,n±3によって構成される場合、3枚ある数牌nを雀頭とみる場合の両面待ちと刻子とみる場合の単騎待ち（もしくはカンチャン待ち）との複合により、三面待ちとなる。待ち牌の枚数は最大で3種類9枚。
（例1）  
この場合、待ち牌は 
（例2）  
この場合、待ち牌は 

##### 単騎待ちと嵌張待ちが成立する三面待ち
（例）  
この場合、待ち牌はとと。待ち牌の枚数は最大で3種類11枚。

##### 一盃口形の三面待ち
数牌nの刻子がn-1の対子と、n+1の対子にはさまれる形である。nを刻子とみる場合のシャンポン待ちと、雀頭とみる場合の単騎待ち（あるいはカンチャン待ち）との複合により、三面待ちとなる。待ち牌の枚数は最大で3種類5枚。
（例）  
この場合、待ち牌はとと

##### 4枚使いが含まれる三面待ち
（例1）  
この場合、待ち牌は 
（例2）  
この場合、待ち牌は 
（例2）は本来は後述の四面待ちとなる形だが、両面となるべき待ちの1つが辺張になっているため三面待ちになっている。

#### 10枚の牌によって成立する三面待ち
完成面子1つのほかに対子が5つあり、うち4つが連続する数牌によるものである場合
連続する数牌対子の両端のいずれを雀頭とみるかによって、2通りのシャンポン待ちが成立することから三面待ちとなる。数牌の対子が3つしか連続していない場合は単なるシャンポン待ちに過ぎないことに注意する必要がある。待ち牌の枚数は最大で3種類6枚。
（例） 
この場合、待ち牌は 
シャンポンの他にリャンメンにも取れる一盃口含みの形
連続する暗刻2つに対子が1個くっついている形の場合、もう1つの対子とシャンポン待ちを形成するだけでなく、両面待ちも成立する。
（例） 
とのシャンポン待ちになっているのは分かりやすいが、このような形の場合はでもあがることができる。萬子部分から223344を抜き取れば、34の両面が残るので5萬も待ちになっていることが分かる。パターンとして覚えておくべき形。
10枚の数牌がm,m,m±1,m±2,m±2,m±3,m±4,m±5,m±5,m±5という構成である場合
m±5を刻子とみることも雀頭とみることもできるため、三面待ち（両面待ちとカンチャン待ちの複合）となる。待ち牌の枚数は最大で3種類9枚。
（例1） 
この場合、待ち牌は 。六萬を刻子とするなら一萬が雀頭になり1-4萬の両面待ちに、六萬を雀頭とするなら嵌2萬待ちになる。
（例2） 
この場合、待ち牌は 。上の例と同じく、三萬を暗刻と取るなら5-8萬の両面待ち、雀頭と取るなら嵌7萬待ちになる。
1から9までの数牌10枚によって構成される三面待ち
ノベタンによる二面待ちとみることもカンチャン待ちとみることもできるため、三面待ちとなる。待ち牌の枚数は最大で3種類10枚。この形が成立するパターンは2通りしかない。
（例1） 
この場合、待ち牌は 
（例2） 
この場合、待ち牌は 

#### 13枚の牌によって成立する三面待ち
13枚の数牌がm,m,m,m±1,m±1,m±1,m±1,m±2,m±2,m±2,m±2,m±3,m±3という構成である場合、三面待ちとなる。m,m±1,m±2の順子が3つあると考えた場合の両面待ちと、m,m±1を刻子、m±2を雀頭とみた場合の一面待ち（本来両面待ちであるが一方を4枚使用しているため）との複合である。待ち牌の枚数は最大で3種類7枚。
（例1）
この場合、待ち牌は 
（例2）
この場合、待ち牌は 

### 四面待ち

#### 7枚の牌によって成立する四面待ち

##### 三面張と単騎待ちの複合
（例）  
待ちは  の四面張。パターンとして覚えておくべき形。

##### 2筋の両面待ち
（例）  
待ちは  。パターンとして覚えておくべき形。

##### 一盃口形の四面待ち
（例）  
待ちは 。パターンとして覚えておくべき形。

##### 4枚使いが含まれる四面待ち
（例1）  
待ちは  。四萬を雀頭とするなら五萬が暗刻となり、4-7萬の両面待ちになる。五萬を雀頭とするなら高目一盃口の形の3-6萬待ちになる。すなわち、4枚使いの牌のまたぎが両方とも待ちになっている。「またぎ筋全部」のパターンとして覚えておくべき形。
（例2）  
待ちは  で同じ。こちらは4枚の牌によって成立する三面待ちにおける単騎部分がノベタンとなり、暗刻部分と重なったものに相当する。暗刻と重ならない方向にノベタンとなった場合は五面待ちとなる。

##### 暗刻2つと単騎が連続した形
（例）  
待ちはの四面張。2・3萬のシャンポン、4萬の単騎、2-5萬の両面に解釈できる。なお2つの暗刻の間に単騎の牌がはさまっている形は五面待ちになる。

#### 10枚の牌によって成立する四面待ち

##### 暗刻に三面ノベタンがくっついている形
（例） 
待ちは  の四面張。この場合、暗刻と三面ノベタンに1つあいだがあいている不連続形である。間の開いていない完全な連続形になっている場合、四面張ではなく六面張になる。

##### 2つの暗刻にノベタンがはさまっている形
（例） 
待ちは  の四面張。この場合、暗刻とノベタンに1つあいだがあいている不連続形である。間の開いていない完全な連続形になっている場合、四面張ではなく八面張になる。

##### 2つのエントツ形によって成立する四面待ち
両面待ち2つとシャンポン待ちが重なったもの。
（例） 
待ちは  の四面張。エントツ形三面張の応用形。

##### 5連続対子
（例） 
待ちはの四面張。どこを一盃口形と見なすかによってシャンポンの対象が変わり、両端の2種類ずつが待ち牌となる。

##### シャンポン待ちと三面待ちの複合
（例） 
待ちは の四面張。

##### シャンポン待ちと両面の複合
（例） 
待ちはの四面張。一見のシャンポン待ちに見えるが＋と分けると待ちも浮きだす。

#### 13枚の牌によって成立する四面待ち

##### 三面シャンポンとエントツ形の複合
（例）
待ちは の四面張。

##### 三面シャンポンに一盃口形の三面待ちが重なった形
（例）
待ちはの四面張。6萬を暗刻と考えれば2・5・7萬の三面シャンポンになり、全体を二盃口と考えれば6萬の単騎（嵌張）。合わせて四面待ち。

##### シャンポンの他にリャンメンにも取れる一盃口含みの形とエントツ形の複合
（例）
待ちはの四面張。

### 五面待ち

#### 暗刻にノベタンがくっついた形
（例）  
待ちは  の五面張。パターンとして覚えておくべき形。

#### 2つの暗刻の間に単騎の牌がはさまっている形
九連宝燈を順子2個分縮めた形。
（例）  
待ちは の五面張。パターンとして覚えておくべき形。

#### 手牌全体がエントツ形になっている形
三面待ちと複合したエントツ四面張と2つのエントツ形による四面張が複合した形。四面子一雀頭の形として、複数の色の待ちを持つものとしては最高の待ち数であり、複数色待ちの五面張はこのパターンに限られる。
（例）
待ちは の五面張。

#### 2つのエントツ形が重なっている形
（例） 
待ちは   。エントツ形の2-5萬3-6萬の他に、4萬の単騎待ち（もしくは嵌張待ち）にも取れる。

#### 一盃口とノベタンが重なった形
（例） 
待ちは  の五面張。456萬を一盃口に見立てると1-4萬のノベタン、4萬を雀頭に見立てると4-7萬、4萬を暗刻に見立てると5萬と6萬のシャンポンに取れる。

#### 4枚使いが含まれる五面待ち
（例1） 
待ちは  の五面張。前述の2筋の両面待ちにおける片方の筋を順子1つ伸ばした五面待ちの中には、このような4枚使いとなるパターンも存在する。また、4枚使いが含まれる四面待ちの（例1）に順子1つを加えた形にも相当する。
（例2） 
待ちは  の五面張。前述の4枚使いが含まれる四面待ちの（例2）を順子1つ伸ばした形のうち、五面待ちになる1例である。
（例3） 
待ちは  の五面張。前述の4枚使いが含まれる三面待ちの例は、順子が1つ連なることで最大五面待ちとなる可能性がある。

##### エントツ型と5連続対子が重なった形
（例）
待ちはの五面張。5連続対子の端の牌と順子が1つ重なった形である。5連続対子による四面シャンポン（2356萬）に加え、6萬の両面相手となる9萬の待ちで、合わせて五面待ち。

##### 一盃口と一盃口形の四面待ちが連続した形
（例）
待ちはの五面張。5萬が出れば二盃口となるが、どこを一盃口と考えるかによって待ちが変わる。567を一盃口と見なせば2-5待ち。345を一盃口と見なせば5-8待ち。234を一盃口と見なせば残りの部分は「一盃口形の四面待ち」になり、5678待ち。

### 六面待ち

#### 九蓮宝燈から暗刻を1つ除いた形
（例） 
待ちは  の六面張。パターンとして覚えておくべき形。

##### 5連続対子に順子が重なった形
5連続対子と順子で端の2牌または3牌が重なった形は六面待ちとなる可能性がある。なお5連続対子と順子の端の牌同士が1つだけ重なった形では五面待ちになる。また、同じ5連続対子に順子が3牌重なった形であっても2233344455566のように真ん中で重なった形では5連続対子と同じ四種類の待ちのみとなる。
（例1）
待ちはの六面張。5連続対子に順子の2牌が重なった形（2233445566＋567）と考えれば2356待ち。さらに一盃口＋暗刻2つと単騎が連続した形（223344＋5556667）と考えれば5678待ち。
（例2）
待ちはの六面張。5連続対子に順子の3牌すべてが重なった形(2233445566+456)と考えれば2356待ち。暗刻2つを分割して(2233444＋555＋666)一盃口形の四面待ちと見なせば1234待ち。また一盃口を分割して（223344＋4555666）、暗刻2つと単騎が連続した形と考えて3456待ちなどと解釈できる。

#### 2筋の三面待ち
（例） 
待ちは  の六面張。四萬と四萬のあいだで割れば3-6-9/4-7待ち、七萬と八萬のあいだで割れば1-4-7待ち。パターンとして覚えておくべき形。

#### 4枚使いが含まれる六面待ち
（例） 
待ちは  の六面張。前述の4枚使いが含まれる四面待ちの例は、いずれも順子1つ伸ばした形において最大で六面待ちになる可能性がある。なお順子2つ伸ばした13枚の形も考慮すればさらにいくつかの4枚使いのパターンがある。

### 七面待ち

#### 九連形
九蓮宝燈を順子1個分縮めた形。
（例） 
待ちは   の七面張。

#### 七連宝燈
純正九蓮宝燈の形は他の同じ色の全ての牌であがれるという特徴を持つが、この特徴を持つ形は他にもう8通りある。四枚使いの牌があるため九面待ちにはなっていないが、同色の牌の全てが当たり牌となっている。これらのうち七面待ち、八面待ちのものをそれぞれ七連宝燈、八連宝燈と呼ぶことがある。
七連宝燈は2種類ある。

待ちは   の七面張。

待ちは  の七面張。

#### 5連続対子と暗刻が連続した形
待ちはの七面張。7を暗刻と見なせば5連続対子による2356の四面待ち。7を雀頭と見なせば1-4-7の三面待ち。合わせて七面待ち。

##### 一盃口とエントツ型2つとノベタン（3面単騎）が含まれる形
（例）
待ちは  の七面張。を暗刻とみなすとエントツ型2つが残り、待ち。次に、と、一盃口の部分を抜き取ると、となる。従って、待ちも浮き出る。

### 八面待ち
四面子一雀頭の形における八面待ちは以下の二種類に限られる。

#### 九連形
九蓮宝燈を順子1個分縮めた形。
（例） 
待ちは  の八面張。
（例） 
待ちは  の八面張。

#### 八連宝燈
八連宝燈は6種類あるが、本質的には下の3つだけで、もう3つはこれらを1から9まで逆にしたものである。

待ちは   の八面張。

待ちは  の八面張。

待ちは   の八面張。

### 九面待ち

#### 純正九蓮宝燈
純正九蓮宝燈の形は四面子一雀頭の形では唯一の九面張の形であり、最大の待ち数の形である。九連宝燈は役満だが、純正九面張になっているこの形は、ルールによってはダブル役満とされる場合もある。この聴牌に至るまでに1枚でもその色の牌を捨てているとフリテンとなってしまうため、完成すればあがり易いものの、完成させるまでが非常に困難である。
（例）
待ちは  の九面張。

### 十三面待ち

#### 国士無双十三面張
上記の国士無双の十三面待ち。
（例）
待ちはの十三面張。